# Primera División (1944/1945)
Primera División 1944/1945 był 14 sezonem najwyższej klasy rozgrywkowej w Hiszpanii. Sezon rozpoczęto 24 września 1944 a zakończono 20 maja 1945.

## Zespoły
- Athletic Bilbao
- Atlético Madryt
- CD Castellón
- CE Sabadell
- Deportivo La Coruña
- Espanyol Barcelona
- FC Barcelona
- Granada CF
- FC Sevilla
- FC Valencia
- Real Madryt
- Real Murcia
- Real Oviedo
- Sporting Gijón

## Tabela po zakończeniu sezonu
| Legenda                    |
| Mistrz                     |
| Zdobywca Pucharu Króla     |
| Spadek do Segunda División |

| Miejsce | Klub                | Mecze | Zwycięstwa | Remis | Porażki | Gole Strzelone | Gole Stracone | Różnica goli | Punkty |
| ------- | ------------------- | ----- | ---------- | ----- | ------- | -------------- | ------------- | ------------ | ------ |
| 1       | FC Barcelona        | 26    | 17         | 5     | 4       | 50             | 30            | 20           | 39     |
| 2       | Real Madryt         | 26    | 18         | 2     | 6       | 68             | 35            | 33           | 38     |
| 3       | Atlético Madryt     | 26    | 13         | 5     | 8       | 46             | 41            | 5            | 31     |
| 4       | Real Oviedo         | 26    | 13         | 5     | 8       | 50             | 48            | 2            | 31     |
| 5       | FC Valencia         | 26    | 12         | 6     | 8       | 61             | 35            | 26           | 30     |
| 6       | Athletic Bilbao     | 26    | 14         | 2     | 10      | 54             | 41            | 13           | 30     |
| 7       | Sporting Gijón      | 26    | 9          | 6     | 11      | 42             | 46            | -4           | 24     |
| 8       | CD Castellón        | 26    | 10         | 4     | 12      | 43             | 50            | -7           | 24     |
| 9       | Espanyol Barcelona  | 26    | 10         | 3     | 13      | 44             | 39            | 5            | 23     |
| 10      | FC Sevilla          | 26    | 9          | 4     | 13      | 52             | 49            | 3            | 22     |
| 11      | Real Murcia         | 26    | 7          | 5     | 14      | 40             | 58            | -18          | 19     |
| 12      | Granada CF          | 26    | 7          | 5     | 14      | 40             | 55            | -15          | 19     |
| 13      | CE Sabadell         | 26    | 6          | 5     | 15      | 30             | 67            | -37          | 17     |
| 14      | Deportivo La Coruña | 26    | 5          | 7     | 14      | 36             | 62            | -26          | 17     |

## Król Strzelców
- Zarra (Athletic Bilbao)-20 goli